# Typhlodromus psyllakisi
Typhlodromus psyllakisi är en spindeldjursart som beskrevs av Swirski och Emile Enrico Ragusa 1976. Typhlodromus psyllakisi ingår i släktet Typhlodromus och familjen Phytoseiidae. Inga underarter finns listade i Catalogue of Life.